# Polarfältmätare
Polarfältmätare (Psychophora sabini) är en fjärilsart som beskrevs av Kirby 1824. Polarfältmätare ingår i släktet Psychophora och familjen mätare. Enligt den finländska rödlistan är arten nära hotad i Finland. Artens livsmiljö är kalfjäll. Inga underarter finns listade i Catalogue of Life.